# Autolytus kiiensis
Autolytus kiiensis är en ringmaskart som beskrevs av Imajima 1966. Autolytus kiiensis ingår i släktet Autolytus och familjen Syllidae. Inga underarter finns listade i Catalogue of Life.